# Erica setulosa
Erica setulosa är en ljungväxtart som beskrevs av George Bentham. Erica setulosa ingår i släktet klockljungssläktet, och familjen ljungväxter. Inga underarter finns listade i Catalogue of Life.